# Dioniz (sastav)
Dioniz je hrvatski rock sastav iz Splita. Utemeljitelj sastava Davor Gavran obnašao je dužnost glasnogovornika Hrvatskog nogometnog saveza od siječnja 2011. godine do lipnja 2012. Prije toga je bio glasnogovornik stručnog stožera hrvatske nogometne reprezentacije.

## Diskografija
- Ništa o ljubavi -  1999. Croatia records
- Ubi Bacchus ibi Venus...vol 1 - 2005. Dancing Bear

## Vanjske poveznice
- Barikada.com  Arhivirana inačica izvorne stranice od 3. rujna 2013. (Wayback Machine)